# Dystrykt Sibi
Dystrykt Sibi (beludżi: سبی‬) – dystrykt w południowo-zachodnim Pakistanie w prowincji Beludżystan. W 1998 roku liczył 180 398 mieszkańców (z czego 53,95% stanowili mężczyźni) i obejmował 25 700 gospodarstw domowych. Siedzibą administracyjną dystryktu jest Sibi.